# Giacinto Odrovaz
San Giacinto Odrowąż, in polacco Jacek (Kamień Śląski, 1185 – Cracovia, 15 agosto 1257), è stato un religioso polacco appartenente all'Ordine dei Frati Predicatori. È stato proclamato santo da papa Clemente VIII nel 1594.

## Biografia
Le notizie sulle sue origini sono interamente desunte da testi agiografici piuttosto tardi (XVI secolo) e poco attendibili, redatti in occasione della sua canonizzazione (1594): Giacinto sarebbe appartenuto alla nobile famiglia degli Odrowąż e sarebbe nato nel castello di Lanka, a Kamień, in Slesia; dopo aver studiato diritto canonico e teologia a Cracovia, Praga e Bologna, sarebbe stato ordinato sacerdote e sarebbe divenuto canonico della cattedrale di Cracovia; sarebbe poi giunto in Italia accompagnando il suo vescovo.
Sicuramente fu a Bologna nel 1221 ed ebbe modo di incontrare Domenico di Guzmán, che nel maggio di quell'anno celebrò nella città emiliana il secondo capitolo generale del suo Ordine.
Decise di diventare domenicano e dopo il noviziato ripartì per l'Europa orientale, dove aveva ricevuto l'incarico di diffondere l'Ordine: fondò i conventi di Friesach, Cracovia, Danzica e Kiev; per conto di papa Gregorio IX, lavorò per l'unione delle Chiese d'oriente e occidente.

## Il culto
La devozione popolare per san Giacinto iniziò subito dopo la sua morte: a seguito delle insistenti richieste del re di Polonia, Sigismondo III Vasa, papa Clemente VIII lo canonizzò il 17 aprile 1594. Il culto del nuovo santo, favorito anche dalle monarchie cattoliche, che desideravano mantenere buoni rapporti con la Polonia, ebbe notevole e rapida diffusione tra il XVI ed il XVII secolo; nel 1686 papa Innocenzo XI lo ha dichiarato patrono della Lituania.
Il suo elogio si legge nel Martirologio romano al 15 agosto; l'Ordine domenicano lo celebra il 17 agosto.

## Iconografia
Nell'arte barocca il santo è spesso rappresentato inginocchiato mentre riceve la visione della Vergine che gli garantisce la sua intercessione presso il figlio; altri attributi iconografici di Giacinto sono l'ostensorio e la statua della Madonna che, secondo la tradizione, avrebbe messo in salvo fuggendo camminando sulle acque del fiume Nistro durante un'incursione dei Tatari nel suo convento (uno dei suoi simulacri a Sassari lo raffigura infatti con il calice in mano).